# Stan Helsing
Stan Helsing es una película de 2009 que parodia a la película Van Helsing.

## Argumento
La historia comienza cuando un chico llamado Stan, que trabaja en un videoclub, junto con sus amigos, se pierde cuando iba a una fiesta de disfraces. En el camino, en un pueblo misterioso, se da cuenta de que es perseguido por los monstruos más famosos del cine. Su deber, legado por su abuelo Van Helsing, es capturar y destruir a los monstruos, además de cantar karaoke... El film tratará su personaje en forma de una parodia que mezcla el terror con el humor y en la que se darán cita gran cantidad de personajes del género, como Freddy Krueger (A Nightmare on Elm Street), Pinhead (Hellraiser), Chucky (Muñeco diabólico), Jason (Viernes 13) Michael Myers (Halloween) y Leatherface (La matanza de Texas).

## Parodias
- - Van Helsing: El personaje de Stan, el Monaguillo y las vampiresas.
  - El cuervo: El cuervo que insultaba a Mia se sacó del poema de Edgar Allan Poe.
  - A Nightmare on Elm Street: El personaje de Freddy.
  - Viernes 13: El personaje de Jason.
  - Child's Play: El personaje de Chucky.
  - Hellraiser: El personaje de Pinhead.
  - Halloween: El personaje de Michael Myers.
  - The Texas Chain Saw Massacre: El personaje de Leatherface (Cara de Cuero).
  - Superman: El disfraz de Teddy.
  - Barbie: Los 3 disfraces de Mia.
  - Frankenstein: Escena donde hacen una película porno gay con él.
  - The Ring: Escena donde devuelven al videoclub los vídeos de The Ring y mueren.
  - E.T., el extraterrestre: Escena donde usan bicicletas,
  - I Know What You Did Last Summer: Escena donde atropellan a un perro.
  - Jeepers Creepers: Escena en la que tira cadáveres dentro de un tubo.

## Cast de la película
- Steve Howey como Stan Helsing.
- Diora Baird como Nadine.
- Kenan Thompson como Teddy.
- Desi Lydic como Mia.
- Leslie Nielsen como Kay.
- Travis MacDonald como el personaje de "Hitcher".
- Chad Krowchuk como Sully.
- Jeremy Crittenden como el "casi sacerdote".
- Jeff Gulka como Lucky (Chucky).
- Ken Kirzinger como Mason (Jason) Voorhees.
- Ben Cotton como Fweddy (Freddy) Kruegger.
- Lee Tichon como Michael Cryers (Myers).
- Twan Holliday como Pleatherface (Leatherface).
- Charles Zuckermann como Needlehead (Pinhead).
- Hilary Strang como mujer Hippie.
- Ray G. Thunderchild como esposo de mujer Hippie.
- John DeSantis como Frankenstein.
- Ryan Steele como Hombre Lobo.

## Curiosidades
- Esta película es conocida erróneamente como Scary Movie 5 en algunos países asiáticos, si bien algunas fuentes afirman que en realidad se trata de un subtítulo y la película se llama Scary Movie 6: Stan Helsing.
- El actor Ken Kirzinger, que aparece como "Mason" Jason Voorhees, ya interpretó antes al personaje en la película Freddy contra Jason.